# Маківка (Підляське воєводство)
Маківка (Макувка, пол. Makówka) — село в Польщі, у гміні Нарва Гайнівського повіту Підляського воєводства. Населення — 119 осіб (2011).

## Історія
Засноване в 1560 році на 33 волоках землі й підпорядковане міській юрисдикції Нарви. У 1885 році в селі відкрита церковна школа грамоти.
У 1975—1998 роках село належало до Білостоцького воєводства.

## Демографія
Жителі розмовляють перехідною українсько-білоруською говіркою.
Демографічна структура станом на 31 березня 2011 року:
|          | Загалом | Допрацездатний вік | Працездатний вік | Постпрацездатний вік |
| -------- | ------- | ------------------ | ---------------- | -------------------- |
| Чоловіки | 56      | 5                  | 42               | 9                    |
| Жінки    | 63      | 7                  | 34               | 22                   |
| Разом    | 119     | 12                 | 76               | 31                   |